# 脊沫蝉属
脊沫蝉属（学名：Aphropsis）又稱连脊沫蝉属，是尖胸沫蝉科下的一个属。脊沫蝉属下的物種的体表有绒毛。

## 下属物种
本属包括以下物种：
- 大连脊沫蝉 Aphropsis gigantea Metcalf & Horton, 1934
- 大脊沫蟬 Aphropsis maxima (Jacobi, 1921)
- Aphropsis nigrina Jacobi, 1944